# Dimitris Lyacos
Dimitris Lyacos (řecky: Δημήτρης Λυάκος, narozený 19. října 1966) je současný řecký básník a dramatik. Je autorem trilogie Poena Damni. Lyacosovo dílo se vyznačuje formou vymykající se tradičním žánrům a avantgardním spojením témat z literární tradice s prvky z rituálu, náboženství, filozofie a antropologie. Trilogie směšuje prózu, drama a poezii v roztříštěném vyprávění, které odráží některé z hlavních motivů západního kánonu. Dílo bývá řazeno k postmoderně či označováno za antiutopické. K roku 2021 byla trilogie přeložena do dvaceti jazyků.